# Wuala
O Wuala (pronunciado como a palavra francesa "voilà") foi um software gratuito que oferecia um sistema online de compartilhamento de arquivos para usuários de Windows, Linux e Mac. Em março de 2009 Wuala anunciou a fusão com o produtor de periféricos francês LaCie 

## Funções
Sua interface é similar a um gerenciador de arquivos e, além das operações comuns com arquivos, o sistema permite que usuários compartilhem arquivos com amigos, grupos, ou que publiquem os arquivos para o mundo. Cada usuário começa com 1GB de armazenamento on-line e pode obter mais espaço através de negociação de seu espaço local de disco ou através de compra de armazenamento adicional.

## Segurança
O programa é closed source portanto sem possibilidade de avaliar o código através de uma auditoria. A FAQ de Wuala afirma não usar spyware no sistema.